# Manuel Ventura
Manuel Enrique Ventura Robles (San José, 16 de junio de 1948) es un jurista costarricense reconocido internacionalmente  por su labor en la promoción y protección de los derechos humanos y su compromiso en defensa de la dignidad del ser humano, mediante el derecho internacional y las instituciones y órganos de protección que a través de aquel los Estados han creado. Su extensa y fructífera carrera como Secretario y Juez de la Corte Interamericana de Derechos Humanos inicia desde la fundación misma del Tribunal. Se desempeñó como ministro de Relaciones Exteriores desde el 7 de enero de 2019 hasta el 31 de enero de 2020, durante el gobierno de Carlos Alvarado Quesada.
Desde la Secretaría de la Corte logró la autonomía presupuestal y administrativa, así como edificios de la sede y Biblioteca del Tribunal; además, el Juez Ventura vivió de lleno la histórica primera generación de jueces con los cuales ayudó a desarrollar una judicatura continental en materia de derechos humanos. Posteriormente como Juez de la Corte Interamericana contribuyó a desarrollar jurisprudencia pionera a nivel internacional con avances sustantivos en materia de coercibilidad y responsabilidad estatal en el área de los derechos humanos; así como una extraordinaria jurisprudencia en materia de la comprensión sistemática e integral de las normas de la Convención Americana sobre Derechos Humanos, a los efectos de fortalecer la protección que ofrecen estos, como en los casos de sentencias sobre  independencia del poder judicial, desaparición forzada y pueblos indígenas de nuestro continente. 
El jez Ventura Robles ha sido uno de los más destacados jueces desarrollando y afinando mucha de la jurisprudencia de sus predecesores, logrando asimismo el fortalecimiento institucional y administrativo de la propia Corte.

## Membresías
- Miembro del "Instituto Hispano-Luso-Americano y Filipino de Derecho Internacional".[2]
- Miembro del "Consejo Editorial de la Revista do Instituto Brasileiro de Direitos Humanos".[3]
- Miembro honorario de la Asociación Costarricense de Derecho Internacional (ACODI).[4]
- Miembro ex officio de la Asamblea General del Instituto Interamericano de Derechos Humanos.[5]
- Miembro fundador de la Academia Costarricense de Derecho Internacional en los años 1983, 1984 y 1985.
- Miembro de "The American Society of International Law", 1989.[6]
- Miembro del "International Law Association", 1984.[7]

## Reconocimientos
- Homenajeado, en San José, Costa Rica, por el Colegio de Abogados y Abogadas, con el Premio Rodolfo Piza Escalante 2015, por su contribución al engrandecimiento, decoro y realce de los derechos humanos en Costa Rica.[8]
- Homenajeado, en Fortaleza, Brasil, por el Instituto Brasileño de Derechos Humanos con el Premio de Derechos Humanos 2014, por su extensa y fructífera carrera como Secretario y Juez de la Corte Interamericana de  Derechos Humanos.[9]
- El Expresidente de la Corte Interamericana de Derechos Humanos y actual Juez de la Corte Internacional de Justicia, Antônio Augusto Cançado Trindade y el presidente del Instituto Brasileño de Derechos Humanos, César Oliveira de Barros Leal, hicieron entrega al Juez Ventura Robles de la Medalla Antônio Augusto Cançado Trindade, 1 de septiembre de 2014.[10]
- Distinguido por la Asociación Costarricense de Derecho Internacional con el Premio “Manuel María de Peralta”, por su aporte al derecho internacional, a la política internacional y a la diplomacia, 2009.[11]
- Presidente Honorario del “Instituto Colombiano de Derechos Humanos”.[12]
- Caballero de la Orden Soberana y Militar de Malta.[13]
- El Centro de Documentación especializado en Derechos Humanos del Instituto Colombiano de Derechos Humanos, fue nombrado Manuel Ventura Robles, reconociendo así sus 37 años de experiencia por su trayectoria  y contribución a los derechos humanos.

## Conferencias
El Juez Ventura Robles ha sido conferencista invitado a más de 150 eventos en diversas instituciones dedicadas a los derechos humanos, a organismos no gubernamentales y a otras organizaciones internacionales, entre las que destacan la Universidad de Costa Rica (UCR); Universidad de Navarra, Pamplona, España; Pontificia Universidad Católica de Chile; Facultad de Derecho, Universidad de Chile; Universidad Católica del Ecuador, Quito, Ecuador; Instituto de Investigaciones Jurídicas de la Universidad Autónoma de México (UNAM); Universidad de Sevilla; Pontificia Universidad Javeriana de Santafé de Bogotá, Colombia; DePaul University College of Law en Chicago, Illinois; Centro por la Justicia y el Derecho Internacional (CEJIL); Oficina del Alto Comisionado de las Naciones Unidas para los Derechos Humanos; Universidad de Ottawa; Suprema Corte de Justicia de la Provincia de Buenos Aires, Argentina; Instituto Costarricense de Derecho Constitucional; Superior Tribunal de Justicia del Brasil; Universidad Nacional Autónoma de México (UNAM); Universidad de El Salvador; Universidad José Matías Delgado, El Salvador; Universidad de Alcalá de Henares, España; el Comité Internacional de la Cruz Roja (CICR); Instituto Hispano-Luso-Americano-Filipino de Derecho Internacional (IHLADI); Sala Constitucional de la Corte Suprema de Justicia de Costa Rica; Suprema Corte de Justicia de la República Dominicana; Corte Suprema de Justicia de El Salvador; Movimiento Mundial para la Democracia; Fundación Konrad Adenauer; GTZ (Berlín); Ministerio del Interior de Colombia; Instituto Nacional Penitenciario y Carcelario de Colombia; Universidad de Antioquia; Universidad San Buenaventura de Colombia; Fiscalía de Estado de la Provincia de Buenos Aires; Pontificia Universidad Católica de Argentina; Instituto Interamericano de Derechos Humanos (IIDH); Comisión Internacional de Juristas; Comité Jurídico Interamericano; el Ministerio Francés de Asuntos Exteriores y Europeos; la Corte Europea de Derechos Humanos; el Instituto Internacional de Derechos Humanos; University of West Indies; la Defensa Pública del Poder Judicial de Costa Rica; Colegio de Abogados y Abogadas de Costa Rica, Instituto Brasileiro de Direitos Humanos, Universidad Internacional de las Américas, Universidad La Salle, Universidad Federal de Minas Gerais, Escuela Libre de Derecho y Latin American Bar Association.

## Últimas conferencias
- Invitado especial por parte de la Embajada Mundial de Activistas por la Paz para ofrecer las palabras de bienvenida en la celebración del  Acto Solemne de Conmemoración por el Día Internacional en Memoria de las Víctimas del Holocausto, celebrado el 12 de febrero de 2015 en la sede de la Corte Interamericana de Derechos Humanos.

- Conferencista invitado por el Latin American Bar Association, en Washington D. C., USA, el 18 de marzo de 2015. Tema: “Protección de minorías en la jurisprudencia de la Corte Interamericana de Derechos Humanos”.

- Conferencista y panelista invitado por la Universidad Gerardo Barrios al III Congreso Internacional de Derecho “Sistemas Nacionales de Protección de los Derechos Humanos”, celebrado en El Salvador, el 5 de junio de 2015.  Tema: “Jurisprudencia de la Corte IDH en materia de Derechos Económicos, Sociales y Culturales”.

- Conferencista invitado por el Instituto Internacional de Derechos Humanos a su 46 Sesión Anual de Estudio “Children and International Human Rights Law”, celebrada en Estrasburgo, Francia, del 6 al 24 de julio de 2015.  Tema: “El Sistema Interamericano de Protección de los Derechos Humanos”.

- Conferencista invitado por la Justicia Federal al Seminario Interamericano de Derechos Humanos, celebrado en Fortaleza, Brasil, el 6 de agosto de 2015, 2014 y 2013.  Tema: “La protección de minorías en la jurisprudencia de la Corte Interamericana de Derechos Humanos”.

- Conferencista invitado al IV Curso Brasileño Interdisciplinario en Derechos Humanos “O RESPEITO À DIGNIDADE DA PESSOA HUMANA”, celebrado en Fortaleza, Brasil, del 3 al 14 de agosto de 2015.  Tema: “La Corte y el Sistema Interamericano de Protección de los Derechos Humanos y Reseña de Jurisprudencia en Casos Brasileños”.

- Conferencista invitado por la Corte Suprema de Justicia al XVIII Encuentro de la Jurisdicción Ordinaria: Justicia Transicional, Paz y Posconflicto, celebrado en Cartagena de Indias, Colombia, el 13 y 14 de agosto de 2015.  Tema: “Sistema Interamericano de Derechos Humanos: Necesidad y Tipos de Sanción Aplicables en los Procesos de Justicia Transicional”.

- Conferencista invitado al Diplomado de Formación en el Sistema Interamericano de Derechos Humanos “Héctor Fix-Zamudio”, celebrado en México D.F., México, del 27 de agosto al 11 de septiembre de 2015, 2014 y 2013.  Tema: “Caso de Velázquez Rodríguez: Análisis histórico y la relevancia actual”.

- Conferencista invitado por el Poder Judicial de la República de Costa Rica, de forma conjunta y colaborativa con la Facultad de Derecho de la Universidad de Costa Rica y el Colegio de Abogados y Abogadas de Costa Rica a la  celebración del “Congreso Internacional: “Vulnerabilidad, Víctimas y Sobrevivencia”, celebrado en San José, Costa Rica, los días 23, 24 y 25 de septiembre de 2015.  Tema: “La Desaparición Forzada de Personas a la Luz de la Jurisprudencia de la Corte Interamericana de Derechos Humanos”.

- Conferencista invitado al VII Congreso Internacional de Derecho: “Seguridad Jurídica, Derechos Humanos y Democracia en Latinoamérica” realizado por la Universidad Simón Bolívar de la Ciudad de Barranquilla, Colombia, del 22 al 23 de octubre de 2015.  Tema:  “Sistema Interamericano de Protección de Derechos Humanos:  Necesidad y Tipos de Sanción Aplicables en los Procesos de Justicia Transicional”.

## Seminarios
También ha participado en diversos seminarios tanto a nivel nacional como internacional en temas relacionados con los derechos humanos y con el Sistema Interamericano de Protección de los Derechos Humanos. Como Secretario de la Corte asistió a los XIV,  XIX, XX, XXI, XXII, XXIII, XXIV, XXV, XXVI, XXVII, XXVIII, XXIX, XXX, XXXI, XXXII y XXXIII Períodos Ordinarios de Sesiones de la Asamblea General de la OEA. Como Vicepresidente de la Corte Interamericana de Derechos Humanos al XLII Período Ordinario de Sesiones de la Asamblea General de la OEA, celebrado en Cochabamba, Bolivia, del 3 al 5 de junio de 2012 y al XLIII Período Ordinario de Sesiones de la Asamblea General de la OEA, celebrado en La Antigua, Guatemala, del 4 al 6 de junio de 2013.

## Algunas publicaciones destacadas
Reconocido autor de más de 70 publicaciones en la temática de Derechos Humanos y Derecho Internacional. Entre las cuales destacan: 
- "El valor de la declaración universal de los derechos humanos" en: Trindade, Antônio Augusto Cançado, Ed.  En: The Modern World of Human Rights-El mundo moderno de los derechos humanos: Essays in Honour of Thomas Buergenthal/Ensayos en Honor de Thomas Buergenthal.  San José, Costa Rica: Instituto Interamericano de Derechos Humanos, 1996.  Págs. 255-265.
- Trindade, Antônio Augusto Cançado, Ventura Robles, Manuel E. El Futuro de la Corte Interamericana de Derechos Humanos. San José, Costa Rica: Corte Interamericana de Derechos Humanos, Alto Comisionado de las Naciones Unidas para los Refugiados, 2003.
- Trindade, Antônio Augusto Cançado; Ventura Robles, Manuel E. El Futuro de la Corte Interamericana de Derechos Humanos. -- 2 ed. -- San José, Costa Rica: Corte Interamericana de Derechos Humanos, Alto Comisionado de las Naciones Unidas para los Refugiados, 2004.
- Trindade, Antônio Augusto Cançado; Ventura Robles, Manuel E. El Futuro de la Corte Interamericana de Derechos Humanos. -- 3 ed. -- San José, Costa Rica: Corte Interamericana de Derechos Humanos, Alto Comisionado de las Naciones Unidas para los Refugiados, 2005.
- “El Derecho a la Libertad de Pensamiento y Expresión en la Jurisprudencia de la Corte Interamericana de Derechos Humanos”, así como un epistolario dedicado al Dr. Fix-Zamudio. En: La Ciencia del Derecho Procesal Constitucional: Estudios en Homenaje a Héctor Fix-Zamudio en sus Cincuenta Años como Investigador del Derecho, Tomos I y IX. Universidad Nacional Autónoma de México e Instituto Mexicano de Derecho Procesal Constitucional, 2008, págs. 203-204 y 667-698.
- Ventura Robles, Manuel E. (2011).“Seminario del Funcionamiento del Sistema Interamericano” En: Revista de la AAJ de diciembre de 2011,  págs. 136-153.
- Ventura Robles, Manuel E. (2012).  “La jurisprudencia de la Corte Interamericana de Derechos Humanos en materia de reparaciones”. En: Obra Jurídica Enciclopédica. En homenaje a la Escuela Libre de Derecho en su Primer Centenario.  México, págs. 127-139.
- Ventura Robles, Manuel E. (2012). “Impacto de las reparaciones ordenadas por la Corte Interamericana de Derechos Humanos y aportes a la justiciabilidad de los derechos económicos, sociales y culturales”. En: Revista IIDH, 56. págs. 139-156.
- Ventura Robles, Manuel E. (2012). “Impacto de las reparaciones ordenadas   por la Corte Interamericana de Derechos Humanos y aportes a la justiciabilidad de los derechos económicos, sociales y culturales”. En: Revista Red pensar, Vol. 2, No. 1. Págs. 73-89, 2013.
- Ventura Robles, Manuel E. (2013). “El control de convencionalidad y el impacto de las reparaciones emitidas por la Corte Interamericana de Derechos Humanos”.  En:  Revista do Instituto Brasileiro de Direitos Humanos, Año 13, Vol. 13, Número 13 – 2013, la cual se publicó en homenaje especial al Juez Manuel E. Ventura Robles.
- Ventura Robles, Manuel E. (2014). “La relación entre los derechos humanos y la justicia penal internacional”. En: Revista IIDH, 59. Págs. 303-344, 2014.
- Ventura Robles, Manuel E. (2014). “El derecho a la libertad de pensamiento y expresión en la jurisprudencia de la Corte Interamericana de Derechos Humanos”. En: Revista Virtual Especializada en Derechos Humanos y Desarrollo - del Instituto de Derechos Humanos y Desarrollo de la Universidad de San Martín de Porres, Perú.
- Ventura Robles, Manuel E. y Ferrer Mac-Gregor Poisot, E. (2014). “El derecho a un juez o tribunal imparcial: Análisis del artículo 8.1 de la Convención Americana sobre Derechos Humanos (A la luz del Caso del Pueblo Indígena Mapuche Vs. Chile)”. En: Revista del Instituto Federal de Defensoría Pública del Poder Judicial de la Federación. México, N° 18, págs. 293-330.
- Ventura Robles, Manuel E. (2014). “La jurisprudencia de la Corte Interamericana de Derechos Humanos en materia de reparaciones”.  En: 48 Período Extraordinario de Sesiones de la Corte Interamericana de Derechos Humanos en México: Diálogo Jurisprudencial e Impacto de las Sentencias de la Corte Interamericana de Derechos Humanos, Suprema Corte de Justicia de la Nación. México, págs. 95-107.
- Ventura Robles, Manuel E. y Ferrer Mac-Gregor Poisot, E. (2015).  “El derecho de acceso a la justicia interamericana y la regla del agotamiento de los recursos internos (a propósito del Caso Brewer Carías Vs. Guatemala)”. En: Derecho Constitucional Contemporáneo: Homenaje al Profesor Rubén Hernández Valle. Costa Rica, págs. 609-650.